# Deinopis cornigera
Deinopis cornigera là một loài nhện trong họ Deinopidae.
Loài này thuộc chi Deinopis. Deinopis cornigera được miêu tả năm 1873 bởi Gerstäcker.